# Димитър Милов
Димитър Михайлов Милов е съвременен български поет и общественик. Изпълнителен директор е на Фондация „Читалище-1870“, която издава списание „Читалище“, на което е заместник главен редактор. Ръководител е на литературен клуб „Люлин“ от 2002 г.

## Биография и творчество
Роден е на 18 февруари 1953 г. в с. Тополница. Завършил е бизнес администрация и международни икономически отношения. Работил е 5 години като старши специалист по културата в Столична община. Член е на Съюза на българските писатели и Съюза на българските журналисти. През 2005 г. е отличен със „Златно перо“ от Съюза на българските журналисти.
Превеждал е грузински, руски, унгарски и персийски поети. Дебютната му стихосбирка „Мъжка постеля“ чака да излезе в издателство „Народна младеж“ 7 години и е издадена през 1984 г. През 2004 г. стихосбирката му „Небесна трапеза“ получава наградите на Съюза на българските писатели и Община Девин.
През 2010 г. е удостоен с наградата „Димчо Дебелянов“.  Негови стихове са превеждани на руски, грузински, словашки, румънски, турски, немски, арабски и други езици.
През 2023 г. излиза книгата му „Вместо огледало“.